# Německo na Letních olympijských hrách 1904
Německo na Letních olympijských hrách v roce 1904 v americkém Saint Louis reprezentovala výprava 22 mužů v 9 sportech.

## Medailisté
| Medaile | Jméno                 | Sport                | Soutěž                      |
| ------- | --------------------- | -------------------- | --------------------------- |
| Zlato   | Emil Rausch           | Plavání              | Muži 880 yardů volný způsob |
| Zlato   | Emil Rausch           | Plavání              | Muži 1 mile volný způsob    |
| Zlato   | Walter Brack          | Plavání              | Muži 100 yardů znak         |
| Zlato   | Georg Zacharias       | Plavání              | Muži 440 yardů prsa         |
| Stříbro | Georg Hoffmann        | Skoky do vody        | Muži věž 10 m               |
| Stříbro | Wilhelm Weber         | Sportovní gymnastika | Víceboj – jednotlivci       |
| Stříbro | Georg Hoffmann        | Plavání              | Muži 100 yardů znak         |
| Stříbro | Walter Brack          | Plavání              | Muži 440 yardů prsa         |
| Bronz   | Paul Weinstein        | Atletika             | Muži skok vysoký            |
| Bronz   | Alfred Braunschweiger | Skoky do vody        | Muži věž 10 m               |
| Bronz   | Wilhelm Weber         | Sportovní gymnastika | Muži triathlon ?????        |
| Bronz   | Emil Rausch           | Plavání              | Muži 220 yardů volný způsob |
| Bronz   | Georg Zacharias       | Plavání              | Muži 100 yardů znak         |